# Ramalina darwiniana
Ramalina darwiniana är en lavart som beskrevs av Aptroot & Bungartz. Ramalina darwiniana ingår i släktet Ramalina och familjen Ramalinaceae.   Inga underarter finns listade i Catalogue of Life.